# Nanoplancton

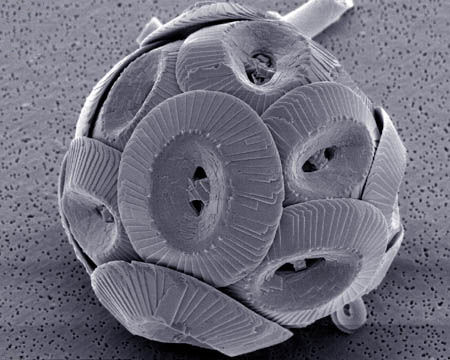
Coccolithus pelagicus, un esempio di nanoplancton.

Il nanoplancton o nannoplancton è la frazione planctonica di dimensioni comprese tra 2×10-6 e 2×10-5 m (cioè tra 2-20 µm).
A dimensioni di una grandezza superiore si ha il microplancton (20-200 µm); con dimensioni ancora inferiori vengono classificati il picoplancton (0,2-2 µm) e il femtoplancton (< 0,2 µm). 
La scoperta dell'esistenza del nanoplancton risale agli anni '80 del secolo scorso. Si tratta di un aspetto ancora poco conosciuto della biodiversità delle acque marine.
Gli organismi nanoplanctonici possono vivere a grandi profondità, in condizioni caratterizzate da illuminazione molto scarsa,  basse temperature ed elevata pressione. In queste condizioni i ritmi di crescita, metamorfosi e riproduzione sono molto scarsi.
Al nanoplancton appartiene la categoria dei Coccolitofori, un nanoplancton fossile calcareo.

## Dimensioni
Il nanoplancton si inserisce nella più vasta categoria del plancton che viene suddivisa in base alle dimensioni degli organismi che lo compongono secondo il seguente schema di classificazione:
- Megaplancton, 2×10−1→2×100 m (20–200 cm)
- Macroplancton, 2×10−2→2×10−1 m (2–20 cm)
- Mesoplancton, 2×10−4→2×10−2 m (0.2 mm-2 cm)
- Microplancton, 2×10−5→2×10−4 m (20-200 µm)
- Nanoplancton, 2×10−6→2×10−5 m (2-20 µm)
- Picoplancton, 2×10−7→2×10−6 m (0.2-2 µm)
- Femtoplancton, < 2×10−7 m, (< 0.2 µm).

È da notare che in questo caso i vari prefissi (mega, micro, nano, pico, femto) non hanno il significato normalmente utilizzato nel sistema internazionale di misura, dove indicano variazioni dimensionali di 103. In questo caso viene seguita la scala di variazione, ma con un ordine di crescita ridotto.